# زنبق ماسه‌زی
زنبق ماسه‌زی (نام علمی: Iris psammocola) نام یک گونه از سرده زنبق است.